# Hemiergis gracilipes
Espèce
Synonymes
- Hinulia gracilipes Steindachner, 1870
- Lygosoma australis Gray, 1839
- Glaphyromorphus gracilipes (Steindachner, 1870)
- Glaphyromorphus australis (Gray, 1839)

Hemiergis gracilipes est une espèce de sauriens de la famille des Scincidae.

## Répartition
Cette espèce est endémique d'Australie-Occidentale en Australie.

## Description
C'est un saurien vivipare.

## Publication originale
- Steindachner, 1870 : Herpetologische Notizen (II). Reptilien gesammelt Während einer Reise in Sengambien. Sitzungsberichten der Kaiserlichen Akademie der Wissenschaften in Wien, vol. 62, p. 326-348 (texte intégral).